# Нежеголь (река)
Не́жеголь (устар. Нежегаль) — река Белгородской области России, приток Северского Донца.

## Описание

Река Нежеголь на карте Белгородской области

Длина реки составляет 75 км, площадь бассейна 2940 км². Исток реки расположен в Шебекинском районе Белгородской области. На реке Нежеголь в 5 километрах от её устья расположен город Шебекино. Расход воды в 3 км от устья составляет 10,7 м³/сек. Нежеголь впадает в Северский Донец в 97 км от его истока.
Питание реки преимущественно снеговое, первые несколько километров реки от истока пересыхают в летнее время.
На реке у с. Стрелица — небольшое водохранилище площадью 75,8 га и объёмом 2,39 млн м³.

### Рыбы
Щука, окунь, плотва, карась, пескарь, голавль, лещ, линь, краснопёрка, уклейка, сом, густера, язь, сазан, налим, встречается толстолобик, судак, горчак, вьюн, минога.

### Притоки (км от устья)
- 10 км: река Корень;
- 21 км: река Короча (Корочка, Кароча);
- 37 км: река Ольховый Яр;
- 42 км: река Закмитный Яр;
- 58 км: река Нежеголёк.

## Климат местности
| Показатель                    | Янв. | Фев. | Март | Апр. | Май  | Июнь | Июль | Авг. | Сен. | Окт. | Нояб. | Дек. | Год  |
| ----------------------------- | ---- | ---- | ---- | ---- | ---- | ---- | ---- | ---- | ---- | ---- | ----- | ---- | ---- |
| Средний суточный максимум, °C | −2,9 | −2,8 | 2,9  | 13,4 | 20,7 | 23,9 | 26,0 | 25,3 | 18,7 | 11,2 | 2,0   | −2,5 | 11,3 |
| Средняя температура, °C       | −6,2 | −6   | −0,4 | 9,0  | 15,7 | 19,4 | 21,8 | 21,3 | 15,2 | 8,0  | −0,3  | −5,5 | 7,7  |
| Средний суточный минимум, °C  | −9,9 | −9,7 | −4   | 4,1  | 9,8  | 14,1 | 16,8 | 16,4 | 11,0 | 4,7  | −2,7  | −8,9 | 3,5  |
| Норма осадков, мм             | 52   | 40   | 36   | 46   | 48   | 67   | 72   | 53   | 49   | 40   | 52    | 50   | 605  |
| Источник: и (осадки)          |      |      |      |      |      |      |      |      |      |      |       |      |      |